# Organiserade Autister
Organiserade Autister, tidigare Organiserade Aspergare, är en funktionsrättsorganisation med fokus på personer med autismspektrumtillstånd. Olikt Autism Sverige består organisationens verksamhet främst av träffar och möten utan neurotypisk närvaro.
Den 28 maj 2023 beslutade man att byta namn till Organiserade Autister, eftersom diagnosen Aspergers syndrom inte längre ställs.

## Profil
Organiserade Autister är en neurodiversitetsorganisation.[källa behövs] Föreningen anser att autister "egentligen bara är en del i en neurologisk mångfald som innebär att de är svagare på det sociala området, men kan vara starkare på annat".
Målet är att vara en plats där autister kan vara sig själva i gemenskap. Detta innebär också att verksamheten är begränsad till autister som klarar att närvara utan behov av särskilt stöd (med organisationens egen term: “relativt högfungerande”).

## Projekt

### Samarbete med Karolinska Institutet
Sedan 2011 har OA ett samarbete med KIND, Center of Neurodevelopmental Disorders at Karolinska Institutet, ett kompetenscentrum för forskning, utveckling och utbildning vid Karolinska Institutet som drivs gemensamt av KI och Region  Stockholm. Inom ramen för samarbetet har OA bland annat samarrangerat konferenser och seminarier vid KIND och deltagit med föreläsningar vid dessa arrangemang. År 2014 var OA för första gången en av medarrangörerna för konferensen Fokus på autism som hålls varannat år.

### ArvsfondsprojektetAutistiskt Initiativ
Mellan april 2014 och april 2017 drev OA det Örebrobaserade  arbetsmarknadsprojektet Autistiskt Initiativ finansierat av Allmänna arvsfonden. Projektets syfte var att genom utbildning och nätverkande skapa förståelse och etablera kontakter mellan autister och arbetsmarknaden.

### Intressepolitik
Föreningen bedriver även intressepolitiskt påverkansarbete. År 2011 yttrade man sig över tandvårdsutredningen "Friskare tänder till rimliga kostnader" och bidrog aktivt till att en tänkt skärpning i tandvårdslagen av målgruppen för bland annat ekonomiskt tandvårdsstöd, "nödvändig tandvård", inte drevs igenom. 

### Opinionsbildning och debatt
Man har även skrivit och varit med och skrivit under insändare och debattartiklar, yttrat sig i intervjuer i diverse sammanhang med mera..

### Samarbete med vårdsektorn och andra samhällssektorer
Man deltar även i andra representationsforum, lokalt och nationellt, bland annat i referensgrupper för patienter och klienter inom vårdsektorn och stödsektorn. 

## Organisation

### Lokal verksamhet
Organisationen finns tillgänglig i delar av landet, med stor närvaro i Västernorrland och Örebro. Riksförbundets säte ligger i Örebro.
Organisationen är aktiv i Västernorrland, Västra Götaland, Dalarna, Örebro och Stockholm.

### Internationella kontakter
Utöver sin egen verksamhet är organisationen medlem i EUCAP (European Council of Autistic People), en organisation som representerar autister i Europa. EUCAP utmärker sig genom att vara en organisation för autister som representerar sig själva, olikt andra organisationer där även neurotypiska kan ha inflytande.

## Källförteckning
1. 1 2 3 4  ”Styrelsen | Organiserade Autister”. https://www.autister.org/styrelsen/. Läst 17 maj 2025.
2. 1 2  ”Historik| Organiserade Autister”. Arkiverad från originalet den 1 november 2022. https://web.archive.org/web/20221101144947/https://www.autister.org/shistorik/. Läst 1 november 2022.
3. 1 2  ”Aspergers syndrom på väg att försvinna”. gymnasiesarskola.se. Arkiverad från originalet den 1 november 2022. https://web.archive.org/web/20221101145509/https://www.gymnasiesarskola.se/nyheter/aspergers-syndrom-pa-vag-att-forsvinna-9951. Läst 1 november 2022.
4. ↑  ”Observera”. Organiserade Autister. https://www.aspergare.org/. Läst 20 juni 2023.
5. ↑  ”Tidig upptäckt av autism ska hjälpa fler”. Karolinska Institutet: Forskning. 2019. https://ki.se/forskning/tidig-upptackt-av-autism-ska-hjalpa-fler. Läst 5 november 2023.
6. ↑  ”Organiserade Aspergare”. www.funktionshindersguiden.se. https://www.funktionshindersguiden.se/intresseorganisationer/organiserade-aspergare/. Läst 1 november 2022.
7. ↑  ”Organiserade Aspergare”. www.psykiatri.regionstockholm.se. Arkiverad från originalet den 1 november 2022. https://web.archive.org/web/20221101145725/https://www.psykiatri.regionstockholm.se/trygg-och-saker-vard/stodorganisationer/organiserade-aspergare/. Läst 1 november 2022.
8. 1 2  ”Historik | Organiserade Aspergare”. Arkiverad från originalet den 1 november 2022. https://web.archive.org/web/20221101095825/https://www.aspergare.org/historik/. Läst 1 november 2022.
9. ↑  ”Etikrådets seminarium om autism”. Karolinska Institutet. 30 januari 2023. https://nyheter.ki.se/kalender/etikradets-seminarium-om-autism. Läst 5 november 2023.
10. ↑  ”Autistiskt Initiativ”. Allmänna arvsfonden. https://www.arvsfonden.se/projekt/alla-projekt/projektsidor/autistiskt-initiativ. Läst 5 november 2023.
11. ↑  ”Tandvård för personer med vissa sjukdomar eller funktionsnedsättningar: Lagrådsremiss”. https://www.regeringen.se/contentassets/1e3ee28a7fc64f7489c5713bca4d2974/tandvard-for-personer-med-vissa-sjukdomar-eller-funktionsnedsattningar-lagradsremiss/. Läst 5 november 2023.
12. ↑  ”Debatt, remisser och forskning/”. Arkiverad från originalet den 11 augusti 2023. https://web.archive.org/web/20230811164509/https://www.aspergare.org/press/debatt-remisser-och-forskning/. Läst 5 november 2023.
13. ↑  ”Medlemsföreningar | Brukarrådet Västernorrland”. https://brukarradet.org/medlemsforeningar/. Läst 1 november 2022.
14. ↑  ”NPF-skoldagarna 11-12 november 2021 | Karolinska Institutet”. ki.se. https://ki.se/kind/npf-skoldagarna-11-12-november-2021. Läst 1 november 2022.
15. ↑  ”Distriktsavdelningar | Organiserade Aspergare”. Arkiverad från originalet den 1 november 2022. https://web.archive.org/web/20221101095828/https://www.aspergare.org/distriktsavdelningar/. Läst 1 november 2022.
16. ↑  ”EUCAP” (på engelska). EUCAP. http://eucap.eu/. Läst 1 november 2022.